# Свети Илия (Лозеница)
Вижте пояснителната страница за други значения на Свети Илия.
„Свети Илия“ е църква в светиврачкото село Лозеница (Дере мисилим), България, част от Неврокопската епархия на Българската православна църква. Обявена е за паметник на културата.

## История
Църквата е построена през XVII век. По-късно храмът е опожарен. Възстановен е в 1985 година.